# Biermannia flava
Biermannia flava är en orkidéart som först beskrevs av Cedric Errol Carr, och fick sitt nu gällande namn av Leslie Andrew Garay. Biermannia flava ingår i släktet Biermannia och familjen orkidéer. Inga underarter finns listade i Catalogue of Life.